# Xiphiopsylla hyparetes
Xiphiopsylla hyparetes är en loppart som beskrevs av Jordan et Rothschild 1913. Xiphiopsylla hyparetes ingår i släktet Xiphiopsylla och familjen Xiphiopsyllidae. Inga underarter finns listade i Catalogue of Life.